# فليتشير ألين
فليتشير ألين (بالإنجليزية: Fletcher Allen)‏ هو عازف جاز وملحن أمريكي، ولد في 25 يوليو 1905 في لاكروس في الولايات المتحدة، وتوفي في 5 أغسطس 1995 في نيويورك في الولايات المتحدة.

## وصلات خارجية
- فليتشير ألين على موقع ميوزك برينز (الإنجليزية)
- فليتشير ألين على موقع أول ميوزيك (الإنجليزية)
- فليتشير ألين على موقع ديسكوغز (الإنجليزية)